# نديم غونار
نديم غونار (بالتركية: Nedim Günar)‏، من مواليد 2 يناير 1932، وتوفي بتاريخ 7 سبتمبر 2011، وهو لاعب كرة قدم تركي سابق، كان يلعب مركز دفاع، لعب في ناديي فنربخشة ووفاء.